# Theodor Dieker
Theodor Dieker ist ein ehemaliger deutscher Moderner Fünfkämpfer. Dieker gehörte zu einer Gruppe von Athleten des Heeres, für die die Heeresoffizierschule III in München Trainingszentrum war. Er wurde 1963 und 1964 Deutscher Meister der Männer im Modernen Fünfkampf in Warendorf. Anfangs für die Hansestadt Hamburg gestartet, wechselte er später zum Land Nordrhein-Westfalen. 1963 erreichte er 4.750 Punkte und 1964 5.190 Punkte. 1963 startete er für die BRD als Vertreter der Bundeswehr bei der Weltmeisterschaft in Magglingen (Schweiz), wo er mit 3.787 Punkten den 42. Platz belegte. Bei der Weltmeisterschaft 1965 wurden ihm und Herwig Wrede trotz Bitten aus FDP-Kreisen der Start in Leipzig durch Bundesverteidigungsminister Kai-Uwe von Hassel aus staatspolitischen Gründen verwehrt. Bei der Weltmeisterschaft 1983 in Warendorf war er mit der sportlichen Durchführung mit betraut.